# یوسف فروتن
یوسف فروتن (زادهٔ ۱۲۷۰ در تهران – درگذشتهٔ ۷ دی ۱۳۵۷) نوازندهٔ تار و سه‌تار اهل ایران بود.

## زندگی‌نامه و فعالیت‌هنری
یوسف فروتن در سال ۱۲۷۰ در تهران متولد شد. وی از کودکی به دلیل علاقه‌ای که برادرش مؤدب السلطنه به موسیقی ایرانی داشت با بسیاری از موسیقی‌دانان زمان خود آشنا شد. او از شاگردان مستقیم درویش خان بود و موفق به دریافت جایزهٔ تبرزین طلایی از درویش خان گردید. سه‌تار، تار و پیانو، ویلن و تمبک می‌نواخت، اما ساز اصلی او سه‌تار بود. وی سه‌تار را نزدمیرزاعبدالله و تار را در نزد میرزاحسینقلی فراگرفت.
یوسف فروتن غیر از چند برنامه، که با حضور و مشارکت هنرمندان سرشناس موسیقی به منظور امور خیریه و کمک به آوارگان و سیل‌زدگان اجرا شد، به صورت عمومی ساز ننواخت و بر روی صحنه حاضر نشد. او پس از سال‌ها در سال ۱۳۴۶ در حافظیهٔ شیراز، به جهت شناساندن موسیقی اصیل ایرانی، قطعاتی را با سه‌تار در دستگاه ماهور اجرا کرد. وی یکی از اعضای مرکز حفظ و اشاعه موسیقی ایرانی در رادیو و تلویزیون بود. او همچنین از اعضای ارکستر انجمن اخوت بود. وی سال‌ها در وزارت گمرکات و وزارت دارایی خدمت کرد و مقام‌هایی عالی در این وزارتخانه‌ها داشت.
یک دوره ردیف موسیقی ایرانی، با نوازندگی سه‌تار یوسف فروتن، در دوران پس از ۷۰ سالگی وی، توسط سازمان رادیو تلویزیون ملی ایران ضبط شده‌است. او شیوهٔ خاصی در نواختن داشت و مضرابهای قوی، پیچیده و روان از ویژگی‌های سبک وی بود.
آثار بداهه‌نوازی او از لحاظِ متر، ریتم، ضرب و تسلط بر فرم‌های موسیقی ایرانی، نظیرِ پیش‌درآمد، چهارمضراب، ضربی و رنگ، حائز اهمیت است. همچنین آثار ضربی وی به عنوان بخشی از رپرتوار موسیقی ضربی ایران شناخته شده و تدریس می‌شوند.
از شاگردان او می‌توان حسین علیزاده، داریوش طلایی، پرویز مشکاتیان و داوود گنجه‌ای را نام برد.

## درگذشت
یوسف فروتن در ۷ دی سال ۱۳۵۷ درگذشت.